# Sipanea ovalifolia
Sipanea ovalifolia är en måreväxtart som beskrevs av Cornelis Eliza Bertus Bremekamp. Sipanea ovalifolia ingår i släktet Sipanea och familjen måreväxter.

## Underarter
Arten delas in i följande underarter:
- S. o. ovalifolia
- S. o. villosissima